# 하치가타촌
하치가타촌(鉢形村)은 사이타마현의 북서부, 오사토군에 속했던 촌이다. 처음엔 오부스마군 소속이였다.

## 역사
- 1889년 4월 1일 - 정촌제 시행에 의해 오사토군 하치가타촌이 성립하였다.
- 1896년 3월 29일 - 오부스마군이 오사토군, 하라군, 한자와군과 합병해 오사토군이 되었다.
- 1955년 2월 11일 - 요리이 정, 오리하라 촌, 오부스마 촌, 요도 촌이 합병해, 요리이 정을 신설하였다.

## 교통

### 철도
- 도부 철도 도조 본선